# St Teresa of Avila Church (Bodega)

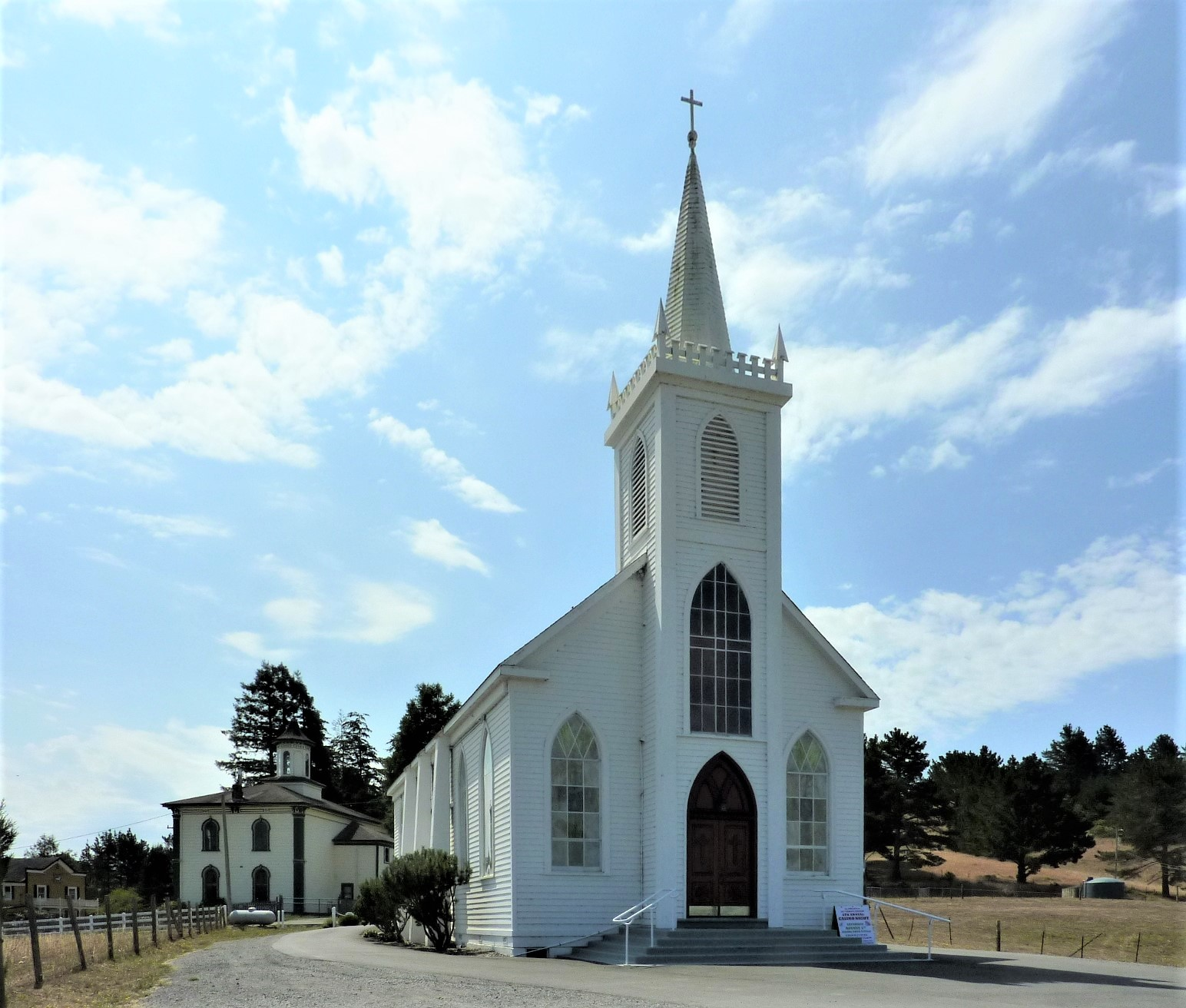
Die Saint Teresa of Avila Church, im Hintergrund die historische Bodega School

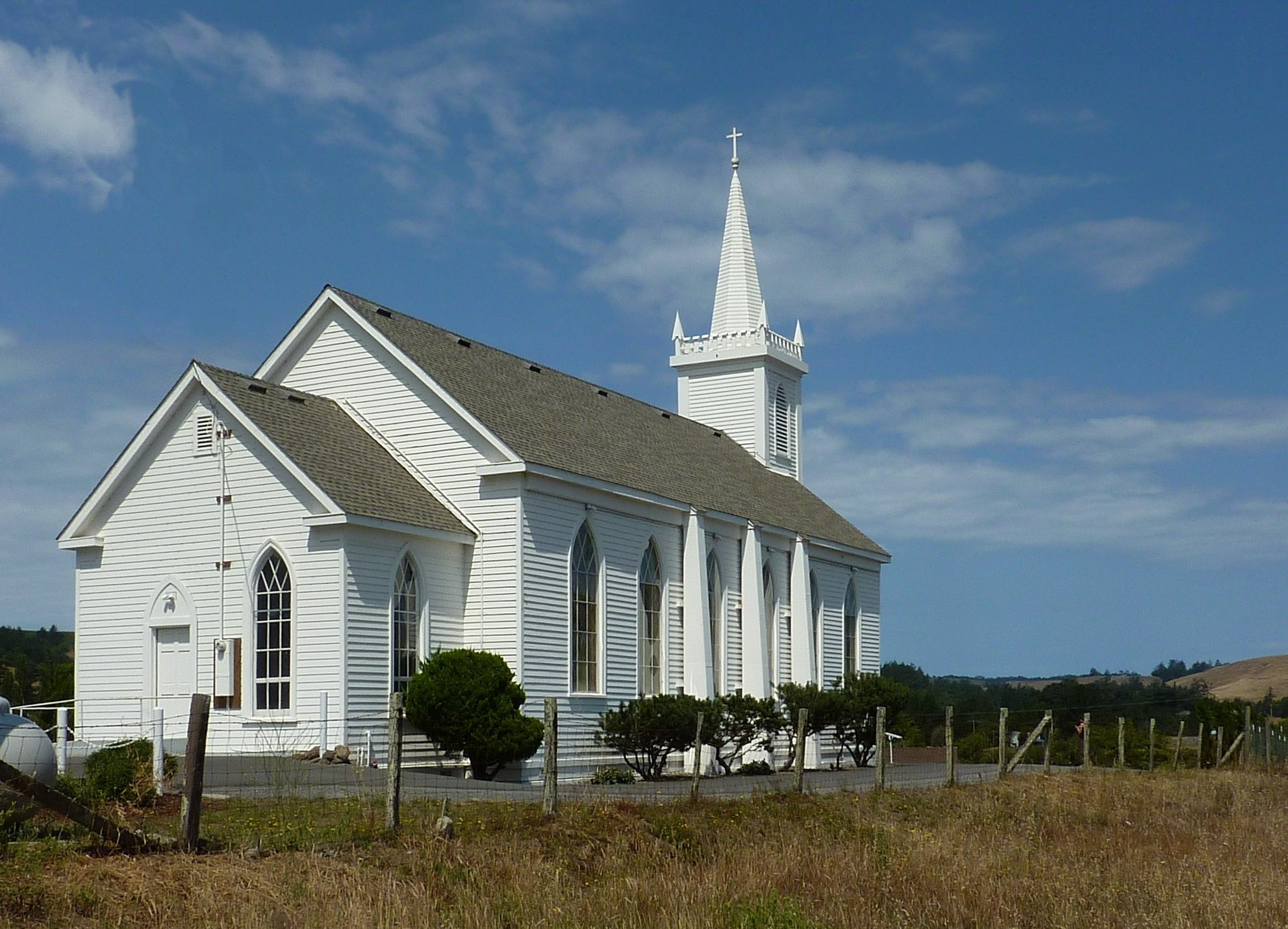
Blick von Nordwesten

Die St Teresa of Avila Church ist eine römisch-katholische Kirche in Bodega, einer kleinen Ortschaft im Sonoma County südwestlich von Santa Rosa im US-amerikanischen Bundesstaat Kalifornien. Die Kirche ist seit 1967 als California Historical Landmark denkmalgeschützt.

## Geschichte
Die zu Ehren der heiligen Teresa von Ávila geweihte Kirche wurde 1859 von Schiffszimmerleuten aus Neuengland auf einem von Jasper O’Farrell gespendeten Land aus Holz des Küstenmammutbaums erbaut. Pater Louis Rossi wurde am 8. März 1860 zum ersten Pfarrer ernannt und Erzbischof Joseph Alemany weihte die Kirche am 2. Juni 1861.
1872 wurde beschlossen, das Gotteshaus wegen des Wachstums der Gemeinde zu erweitern. Die Kirche wurde getrennt und ein neuer Abschnitt in der Mitte eingefügt. Die Verbindungsstellen in Decke und Boden sind heute noch sichtbar. Nach der Erweiterung wurden zusätzliche Buntglasfenster eingebaut. Gleichzeitig wurde die Kirche um eine Chorempore und einen Kirchturm erweitert. 1967 wurde die Chorempore als unsicher eingestuft und abgebaut. 1992 wurde der Bereich der früheren Empore umgebaut, um Raum für eine neue Orgel und den Einbau eines Ofens zu schaffen.
1960 dienten das benachbarte historische Schulgebäude und die weiter westlich gelegene Bucht von Bodega Bay als Drehorte für die Filmproduktion Psycho. Die Kirche ist auch im Film zu sehen und der Regisseur Alfred Hitchcock besuchte während der Dreharbeiten den Gottesdienst in der Kirche.